# 馬耶斯區
馬耶斯區（西班牙語：Distrito de Majes），是秘魯的一個區，位於該國南部阿雷基帕大區的卡伊尤馬省，始建於1999年12月20日，面積1,625.8平方公里，海拔高度1,420米，2005年人口35,334，人口密度每平方公里22人。